# Gymnangium prolifer
Gymnangium prolifer is een hydroïdpoliep uit de familie Aglaopheniidae. De poliep komt uit het geslacht Gymnangium. Gymnangium prolifer werd in 1882 voor het eerst wetenschappelijk beschreven door Bale. 